# Seeflugzeugtender

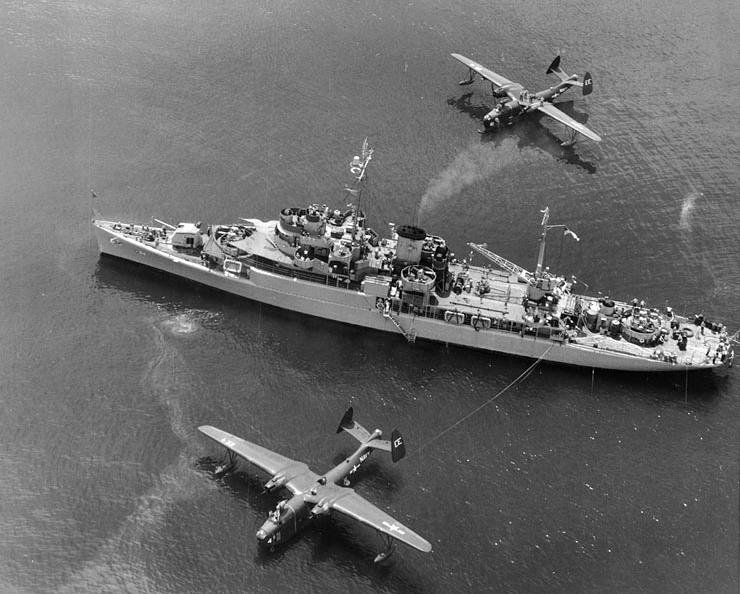
USS Timbalier (AVP-54) mit zwei Martin PBM Mariner

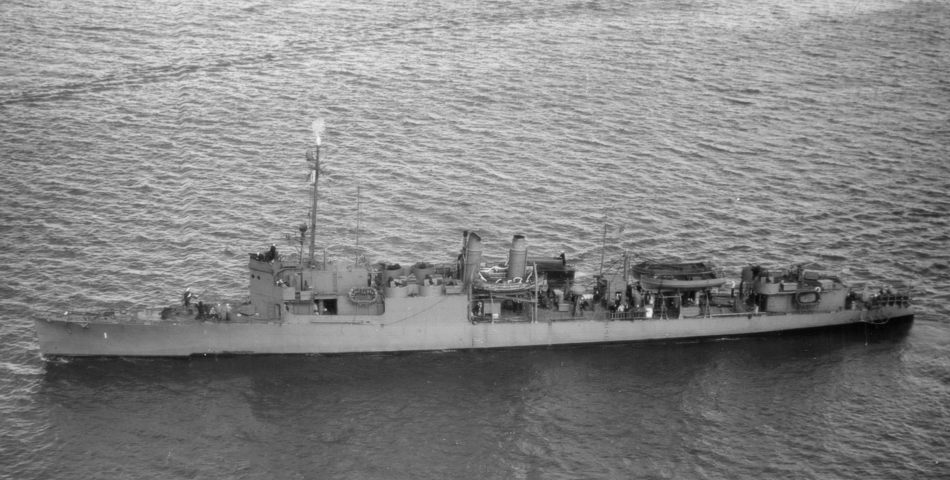
Seeflugzeugtender Childs 1944

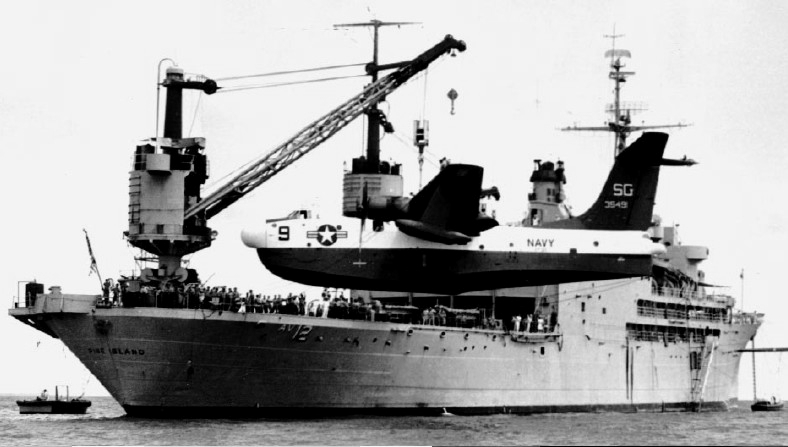
USS Pine Island hebt 1965 im Vietnamkrieg eine Martin P5M Marlin zur Wartung an Bord

Seeflugzeugtender waren Schiffe, die zur Betankung, Wartung und Unterkunft der Besatzungen von Wasserflugzeugen dienten, aber im Gegensatz zu Seeflugzeugträgern keine Flugzeuge an Bord trugen, sondern diese nur zu Wartungsarbeiten an Bord nehmen konnten.

## Geschichte
Ein Seeflugzeugtender trug und betreute die ihm zugeteilten Flugzeuge nicht an Bord, sondern seine Seeflugzeuge schwammen rings um ihn herum und wurden von der Besatzung des Tenders nur versorgt und gewartet. Die USA waren weitgehend die einzigen Nutzer größerer Fahrzeuge dieser Schiffsklasse. Die Ursachen lagen im Einsatzraum für diese Schiffe, den meteorologisch ruhigeren Zonen des Pazifik, den im Vergleich zu Seeflugzeugträgern geringeren Baukosten und in der Möglichkeit, von einem Schiff mehr Seeflugzeuge betreuen zu können als es ein Seeflugzeugträger konnte. Ein Seeflugzeugträger konnte nur wenige der meist großen Seeflugzeuge an Bord tragen, ein Seeflugzeugtender aber konnte je nach seiner Größe ein bis zwei Staffeln betreuen, die rings um ihn im Wasser lagen.
Für die Vereinigten Staaten ging es beim Einsatz der Seeflugzeugtender darum, bewegliche Basen für ihre See-Fernaufklärer für die militärische Luftaufklärung in den riesigen Weiten des Pazifischen Ozeans zu haben. Als Stationierungsorte ihrer Seeflugzeugtender dienten ruhige Wasserflächen an Inseln, die für die Wasserflugzeuge eine bestmögliche Start- und Landegelegenheit boten. In den 1930er Jahren rüstete die US Navy eine Anzahl alter Zerstörer aus dem Ersten Weltkrieg zu Seeflugzeugtendern um, und ab 1939 wurden Dutzende von Seeflugzeugtendern neu gebaut, die zu den Barnegat/Casco- und Curtiss-Klassen gehörten. Mit der Verdrängung der Seeflugzeuge durch Landflugzeuge nach dem Zweiten Weltkrieg verschwanden  nach und nach auch die Seeflugzeugtender. Letzte Vertreter diese Klasse waren  die Schiffe der Currituck-Klasse, zu der auch die USS Pine Island gehörte.